# Oxyonyx
Oxyonyx är ett släkte av skalbaggar. Oxyonyx ingår i familjen vivlar.

## Dottertaxa tillOxyonyx, i alfabetisk ordning[1]
- Oxyonyx abyssinicus
- Oxyonyx acutangulus
- Oxyonyx albiplumis
- Oxyonyx auritus
- Oxyonyx beryticus
- Oxyonyx brisouti
- Oxyonyx burgeoni
- Oxyonyx cailloli
- Oxyonyx conicollis
- Oxyonyx crassipes
- Oxyonyx faustinus
- Oxyonyx hispanicus
- Oxyonyx inornatus
- Oxyonyx japhoensis
- Oxyonyx latipennis
- Oxyonyx lunatus
- Oxyonyx maceratus
- Oxyonyx massageta
- Oxyonyx multidentatus
- Oxyonyx octotuberculatus
- Oxyonyx piceonotatus
- Oxyonyx pici
- Oxyonyx priesneri
- Oxyonyx retectus
- Oxyonyx solskyi
- Oxyonyx subtriangularis
- Oxyonyx syriacus
- Oxyonyx tournieri